# Юный грапиуна
«Ю́ный грапиу́на» (порт. O Menino Grapiúna) — автобиографическая повесть классика бразильской литературы и члена Бразильской академии литературы Жоржи Амаду. Впервые издана в 1981 году в Рио-де-Жанейро. Перевод на русский язык Ю. А. Калугина опубликован в 1987 году.

## Жанр
В русском издании данное произведение обозначено как новелла (или же рассказ), но в зарубежных библиографиях указывается жанр воспоминаний. Е. А. Белякова и М. Ф. Надъярных относят сочинение к жанру автобиографической повести.

## Описание
Повесть «Юный грапиуна» создавалась по заказу журнала Vogue и была приурочена к 50-летней годовщине начала творческой деятельности Амаду. Произведение было завершено в 1980 году. Главным героем выступает сам писатель. Понятие «грапиуна» (порт. grapiúna) обозначает жителей и район их обитания на южном побережье штата Баия, где с начала XX века широко возделывались плантации какао. Тематика книги отражена в романах «Какао» (1933),  «Город Ильеус» (1944) и более всего развёрнута в романе «Большая Засада» (1984). Повесть относится к «циклу какао».

## Издания
Впервые на языке оригинала воспоминания вышли Бразилии в некоммерческом издании в 1981 году. С 1982 года произведение стало выходить на коммерческой основе в Бразилии и Португалии. Повесть переведена на испанский, итальянский, немецкий, французский языки. В 1987 году издан перевод на русский язык Ю. А. Калугина.
Первое издание на языке оригинала
- Amado J. O menino grapiúna :  [порт.] : Edição especial fora do comércio, especialmente preparada para MPM Propaganda S.A. e MPM Casabranca Propaganda Ltda / Ilustrado por  Floriano Teixeira. — 1ª ed. — Rio de Janeiro : Editora Record; MPM, 1981. — 136 p.

Русский перевод
- Амаду Ж. Юный грапиуна // Суббота, которая никак не приходит / Сост., послесловие М. Былинкина. — М.: Молодая гвардия, 1987. — С. 7—27. — 368 с. — 50 000 экз.